# Oonopoides cartago
Oonopoides cartago – gatunek pająków z rodziny Oonopidae i podrodziny Oonopinae.
Gatunek ten opisany został w 2013 roku przez Normana I. Platnicka i Lily Berniker. Jako miejsce typowe wskazano kanton La Chonata w prowincji Cartago, od której to nazwy pochodzi epitet gatunkowy.
Holotypowy samiec ma 1,53, a jedna z samic 1,83 mm długości ciała. Oczy tylno-środkowe leżą w widoku przednim niżej niż tylno-boczne. Odległość między oczami przednio-środkowej pary wynosić może od ich promienia do ich średnicy. Endyty są w częściach odsiebnych niewykrojone i zaopatrzone w bardzo krótko wystające płaty. Opistosoma (odwłok) u obu płci ma na spodzie zarówno skutum epigastryczne jak i postepigastryczne.
Nogogłaszczki samca cechują się bulbusem pozbawionym wystającego płata grzbietowego dosiebnie od embolusa, nasadowym wyrostkiem embolarnym płaskim i prostym, krótszym niż u O. anoxus, podstawą embolusa węższą niż u O. pallidulus, a samym embolusem stosunkowo krótkim, krótszym niż u O. hondo. Narządy rozrodcze samicy charakteryzują się osadzonym na gwałtownie rozszerzającej się ku przodowi szypułce przednim zbiornikiem nasiennym o wierzchołku dość krótkim i owalnym oraz zaopatrzoną w okrągłą, otoczoną wydłużonymi przewodami sklerotyzację środkową częścią przedniej krawędzi tylnego zbiornika nasiennego.
Pająk neotropikalny. W Kostaryce zasiedla środkową i południową część kraju, będąc notowanym z prowincji Cartago, Puntarenas i San José. W północnej Panamie znany z prowincji Chiriquí. Ponadto występuje na Wyspach Kokosowych. Spotykany na rzędnych do 2750 m n.p.m. Zamieszkuje wilgotne lasy równikowe. Znajdywany w ściółce, pod kłodami, mchem i korą.